# Gizałki (gmina)
Gizałki [ɡiˈzau̯ki] est une commune rurale de la voïvodie de Grande-Pologne et du powiat de Pleszew . Elle s'étend sur 108,6 km2 et comptait 4 663 habitants en 2010. Elle se situe à environ 17 kilomètres au nord de Pleszew  et à 71 kilomètres au sud-est de Poznań, la capitale régionale.

## Géographie
| - Plan de la gmina de Gizałki. |